# Gabinete Waddington
O Gabinete Waddington foi o ministério formado por William Waddington em 04 de fevereiro de 1879 e dissolvido em 21 de dezembro do mesmo ano. Foi o 13º gabinete da Terceira República Francesa, sendo antecedido pelo Gabinete Dufaure V e sucedido pelo Gabinete Freycinet I.

## Contexto
Em fevereiro de 1879, o Presidente do Conselho de Ministros, Jules Dufaure, líder dos Republicanos Moderados, decidiu renunciar devido a sua idade avançada. Para substituí-lo, o novo Presidente da República, Jules Grévy, escolheu William Waddington, uma figura secundária que não o ofuscaria e agradaria a maioria liberal da Assembleia Nacional Francesa. Seu gabinete foi considerado um governo de transição após a renúncia do Presidente Patrice de Mac-Mahon.
Em dezembro de 1879, Waddington, enfrentando a hostilidade da esquerda na Assembleia, viu seu ministério se desintegrar após as renúncias do ministro e de um dos secretários do Ministério da Justiça. Ele, por sua vez, apresentou a renúncia do gabinete em seguida. Pouco depois, Jules Grévy nomeou Charles de Freycinet, um republicano moderado (ou oportunista) e antigo ministro de Obras Públicas, como Presidente do Conselho de Ministros.

## Composição

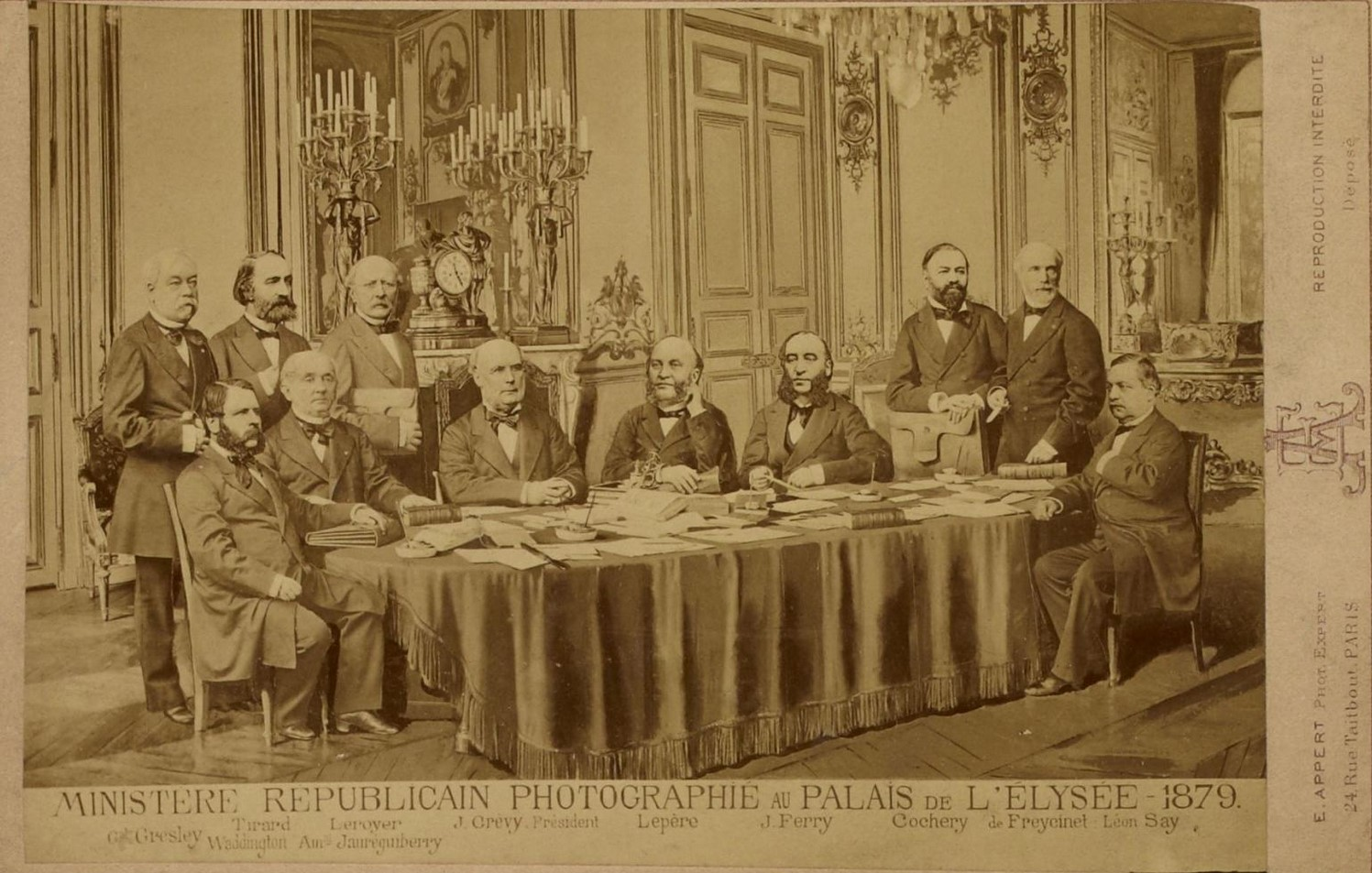
O Gabinete Waddington em fotografia de 1879.

- Presidente da República: Jules Grévy
- Presidente do Conselho de Ministros: William Waddington
- Ministro dos Estrangeiros: William Waddington
- Ministro da Justiça: Philippe Le Royer
- Ministro do Interior e Cultos: Émile de Marcère; Charles Lepère
- Ministro da Guerra: Henri Gresley
- Ministro das Finanças: Léon Say
- Ministro da Marinha e das Colônias: Jean Bernard Jauréguiberry
- Ministro da Instrução Pública e Belas Artes: Jules Ferry
- Ministro das Obras Públicas: Charles de Freycinet
- Ministro da Agricultura e do Comércio: Charles Lepère; Pierre Tirard
- Ministro dos Correios e Telégrafos: Adolphe Cochery

## Realizações
- Anistia parcial dos communards da Comuna de Paris;
- Retorno do Parlamento francês a Paris;
- Adoção de La Marseillaise como hino nacional francês;[4]
- Criação de escolas normais departamentais;[5]
- Proibição do ensino em congregações religiosas não autorizadas;[2]
- Desenvolvimento da rede ferroviária através do “Plano Freycinet”.[6]